# 奧利佛·安德森
奧利佛·安德森（Oliver Anderson，1998年4月30日—）是澳大利亞的一位網球選手。他在2016年布里斯班國際賽上首次出場ATP巡迴賽。安德森在14歲時成為職業網球選手。他是2016年澳洲網球公開賽男子少年組單打的冠軍。

## 外部連結
- 奧利佛·安德森（英文/西班牙文）的官方資料
- Tennis australia profile （页面存档备份，存于）